# AMC Javelin
De AMC Javelin was een sportieve coupé van de Amerikaanse autofabrikant AMC. Er werden twee generaties geproduceerd tussen 1967 en 1974.
De Javelin behoorde tot de klasse van de pony cars en concurreerde daarom vooral met de Ford Mustang en de Chevrolet Camaro. De wagen was verkrijbaar in verschillende uitrustings- en motorvarianten, van een zuinige pony car tot een krachtige muscle car.
De wagen werd wereldwijd verkocht. Naast de productie in Kenosha (Wisconsin) werd de Javelin ook onder licentie geassembleerd in Duitsland, Mexico, de Filipijnen, Venezuela en Australië.

## Eerste generatie (1967-1970)
De eerste generatie Javelin verscheen op de markt in 1967. De auto bevatte verschillende veiligheidsinnovaties, waaronder verzonken deurkrukken en A-stijlen met een veiligheidsvulling in het interieur. Om te voldoen aan de Amerikaanse veiligheidsnormen had de wagen zijmarkeringslichten, driepuntsveiligheidsgordels en voorzetels met hoofdsteunen. Er waren geen kleine ventilatieruitjes in de deuren.
Alle Javelins werden geleverd met dunne kuipzetels zonder binnenvering en een volledig gestoffeerd interieur. De SST-uitvoering was voorzien van extra functies, zoals voorzetels met verstelbare rugleuning, deurpanelen met houtnerf en een sportstuur. De instrumenten en bedieningselementen bevonden zich diep in een gewatteerd paneel, terwijl de rest van het dashboard ver naar voren was geplaatst, weg van de passagier.
De voorkant van de wagen had wat AMC de "twin venturi"-look noemde: een diepliggend radiatorrooster met honingraatstructuur en apart geplaatste koplampen met bijhorende richtingaanwijzers in de bumper. Op de motorkap waren een paar gesimuleerde luchtinlaten geplaatst die verder geen functie hadden.
De standaardmotoren van de Javelin waren een 3,8-liter zes-in-lijnmotor van 147 pk of een 4,8-liter V8-motor van 228 pk. Hiermee bereikte de wagen een topsnelheid van respectievelijk 129 km/u en 161 km/u. Beide motoren waren gekoppeld aan drietraps automatische transmissie. Een drietraps "Shift-Command" automatische transmissie was optioneel met een op de middenconsole geplaatste versnellingspook die de bestuurder ook toeliet om handmatig door de drie versnellingen te schakelen.
Een optioneel "Go Package" omvatte een 5,6-liter V8-motor met 284 pk, schijfremmen met rembekrachtiging vooraan, een verbeterde ophanging, dubbele uitlaten met verchroomde uitlaatpijpen en verchroomde velgen. Deze versie haalde een topsnelheid van 193 km/u en een sprint van 0 naar 100 km/u in iets meer dan 8 seconden. In 1968 werd een nieuwe 6,4-liter V8-motor met 319 pk aangeboden in het "Go Package".
In 1969 onderging de carrosserie enkele kleine wijzigingen, waaronder nieuwe zijstrepen en een gewijzigd radiatorrooster. Het interieur kreeg nieuwe deurpanelen en vloerbekleding. Vanaf januari 1969 kon er ook een handgeschakelde vierversnellingsbak geleverd worden. Een "Big Bad Package" bood opvallende lakkleuren en een dakspoiler om een jonger publiek aan te spreken.
Exemplaren die in de Filipijnen geassembleerd werden waren uitsluitend uitgerust met een 4,2-liter zes-in-lijnmotor.

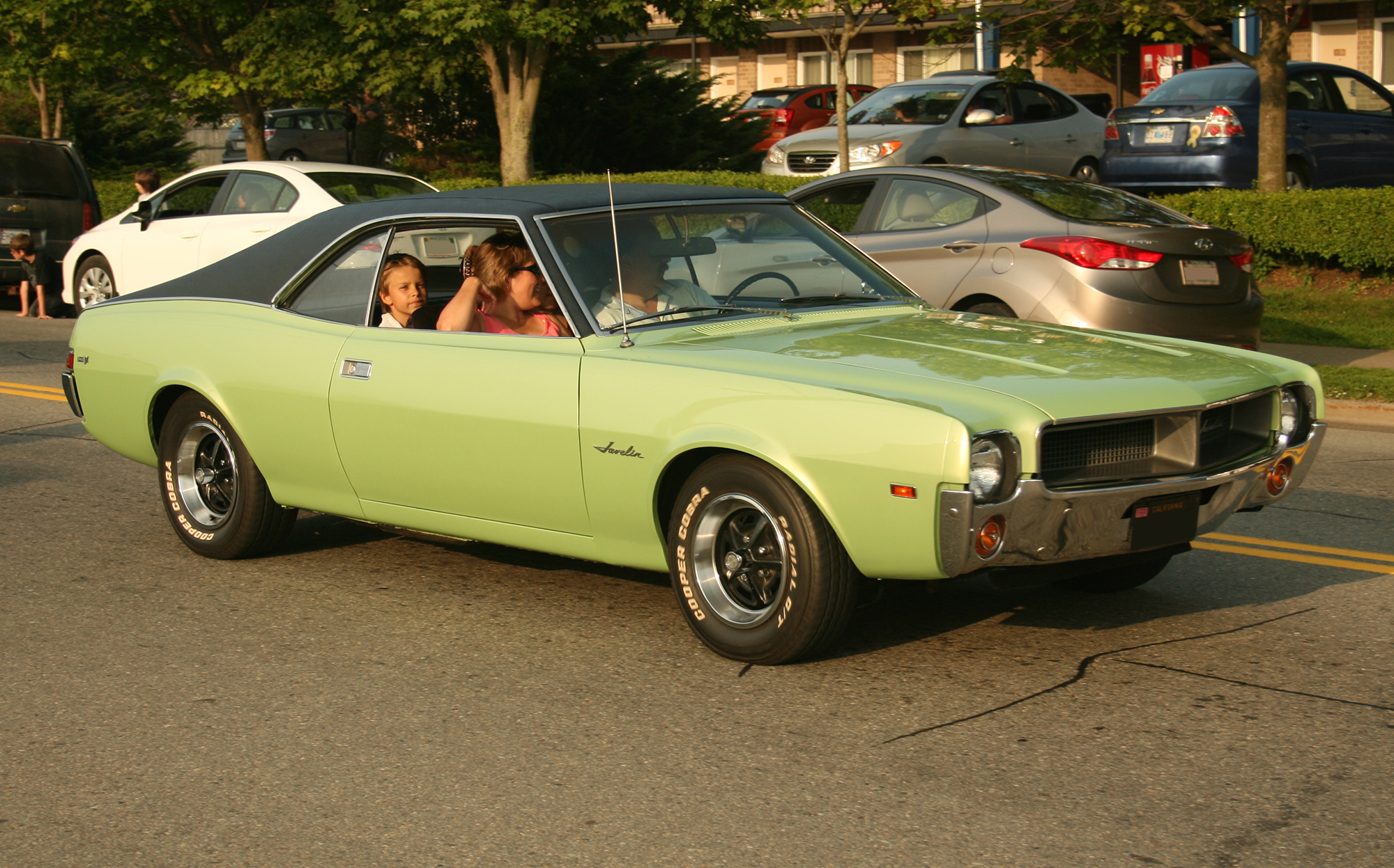
AMC Javelin (1968)
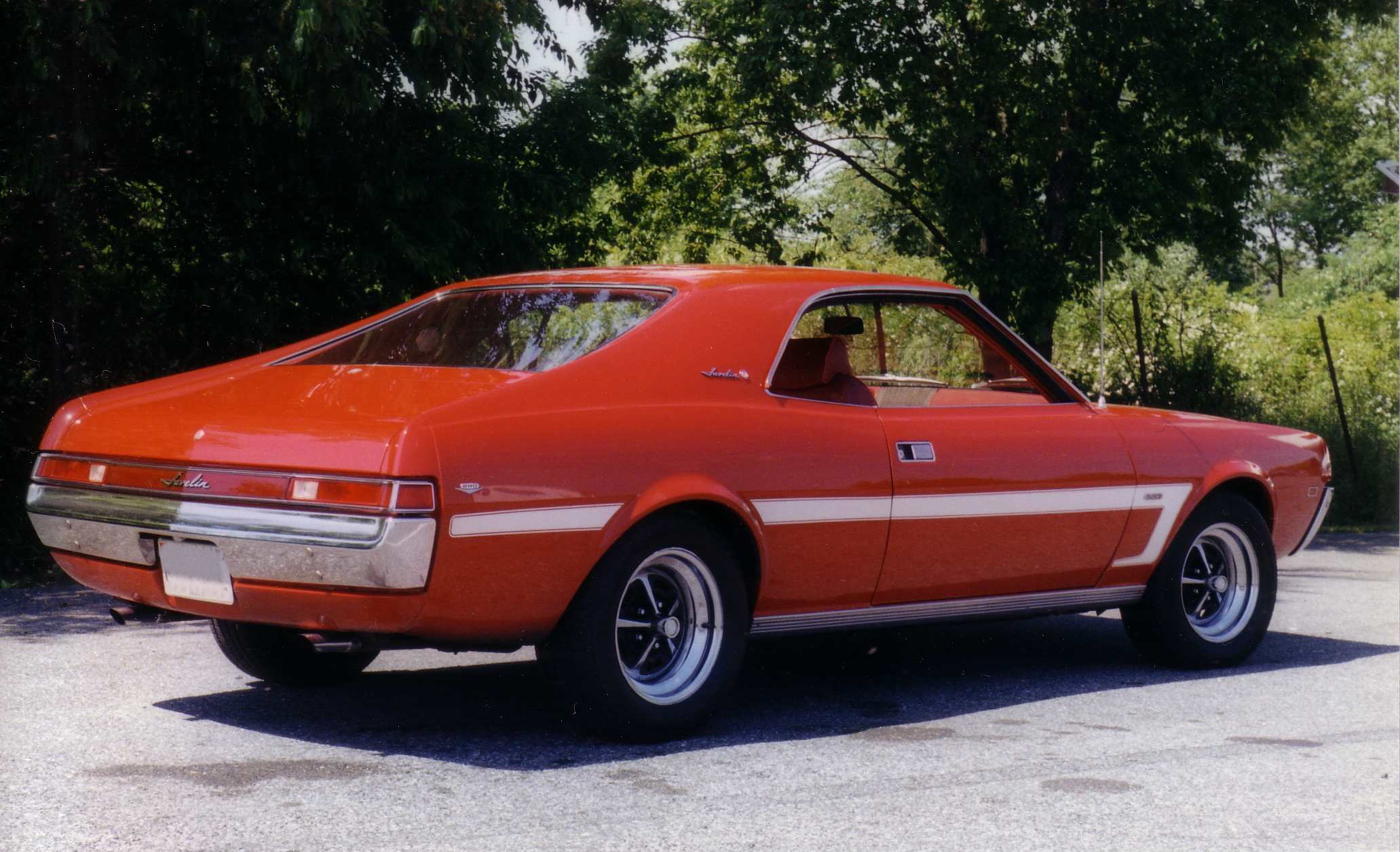
AMC Javelin SST (1969), achteraanzicht
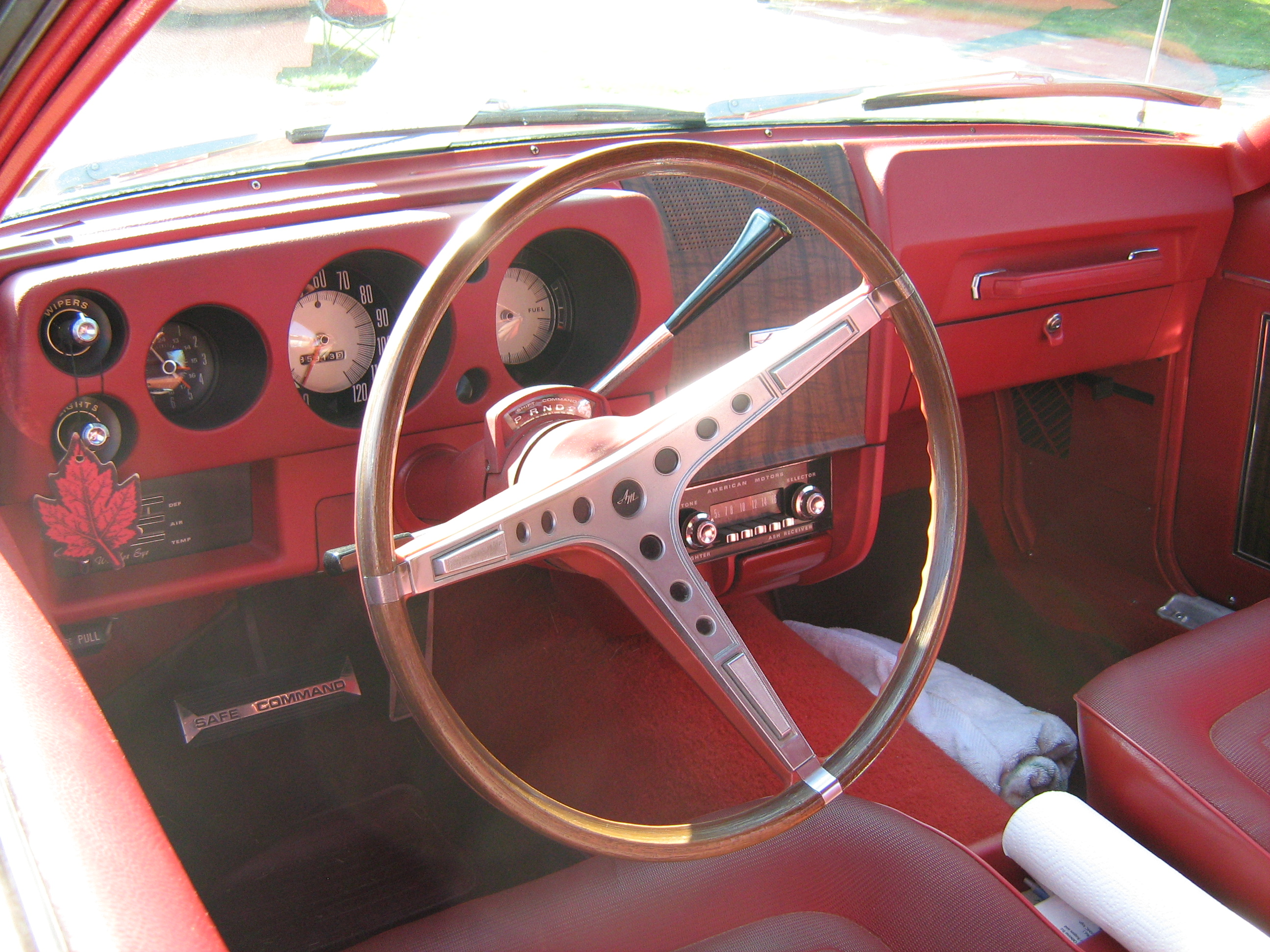
AMC Javelin SST (1969), interieur
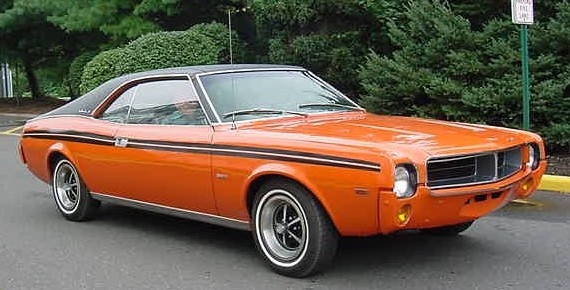
AMC Javelin (1969) met het "Big Bad Orange" package
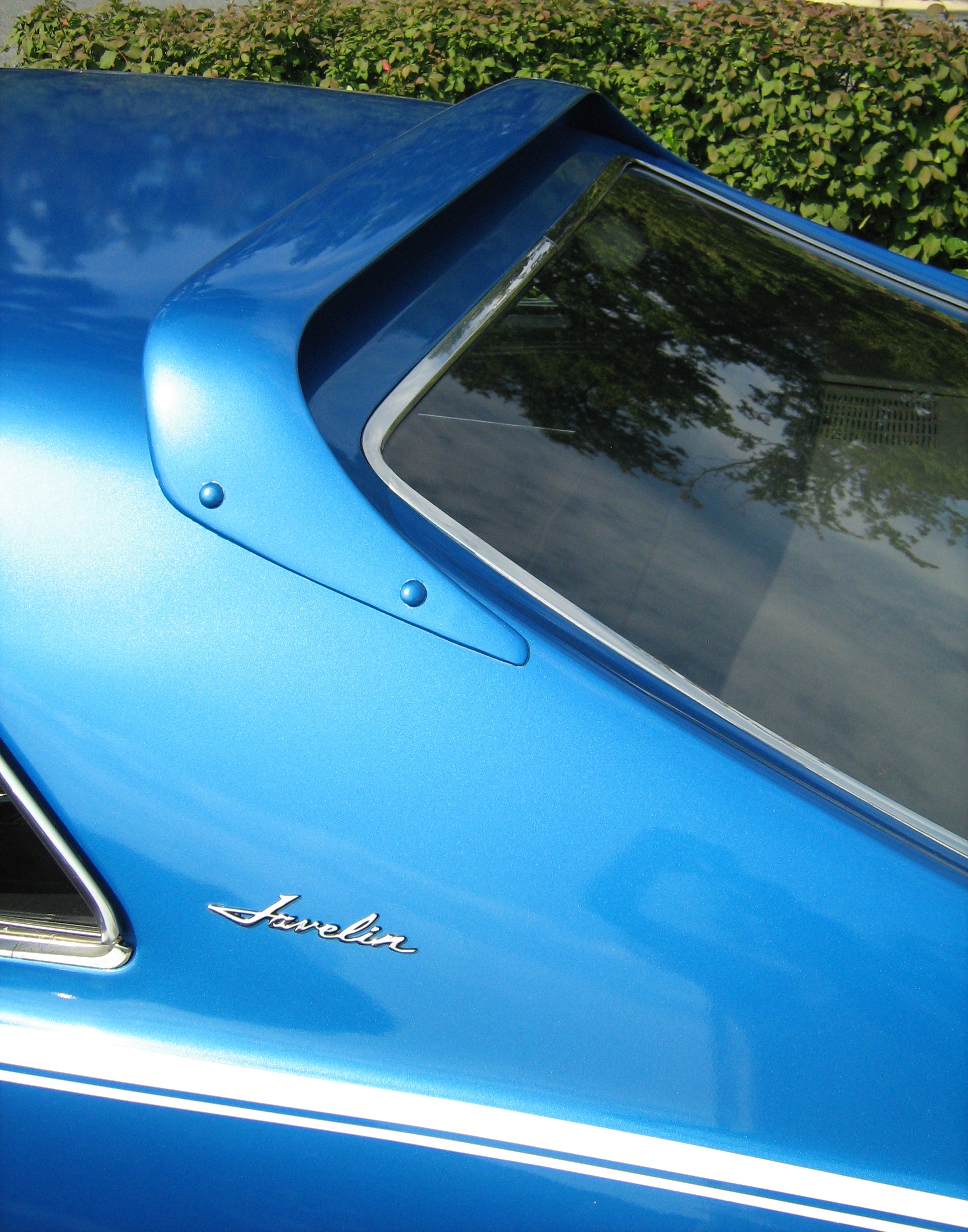
Dakspoiler in het "Big Bad Package"

### Facelift
In 1970 kreeg de Javelin een facelift. Het nieuw ontwerp van de voorkant had een breder "twin venturi" radiatorrooster met verzonken koplampen en een langere motorkap. De nieuwe achterkant had achterlichten over de volledige breedte en een enkel, centraal gemonteerd achteruitrijlicht. De buitenspiegels hadden een nieuw "aero"-ontwerp en waren op sommige uitvoeringen in carrosseriekleur. Op technisch vlak had de wagen een vernieuwde voorwielophanging en nieuw veiligheidsglas dat dunner en lichter was dan de traditionele voorruiten.
Het interieur kreeg een breed dashboard dat met houtnerf afgewerkt was op de SST-modellen, een nieuwe middenconsole, herziene deurpanelen en hoge kuipzetels met geïntegreerde hoofdsteunen die verkrijgbaar waren in vinyl, ribfluweel of optionele lederen bekleding. Dit nieuwe interieur was alleen in 1970 leverbaar.
Er werden twee nieuwe V8-motoren geïntroduceerd: een basis 5,0-liter en een optionele 5,9-liter V8-motor, ter vervanging van de 4,8-liter en de 5,6-liter V8-motoren. De 6,4-liter V8 motor bleef behouden maar werd opgewaardeerd tot een vermogen van 330 pk.

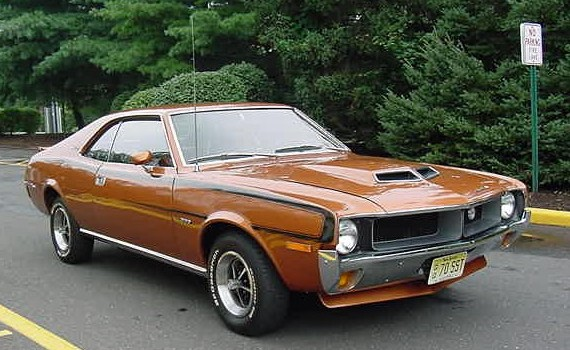
AMC Javelin SST (1970) met het "Go Package"
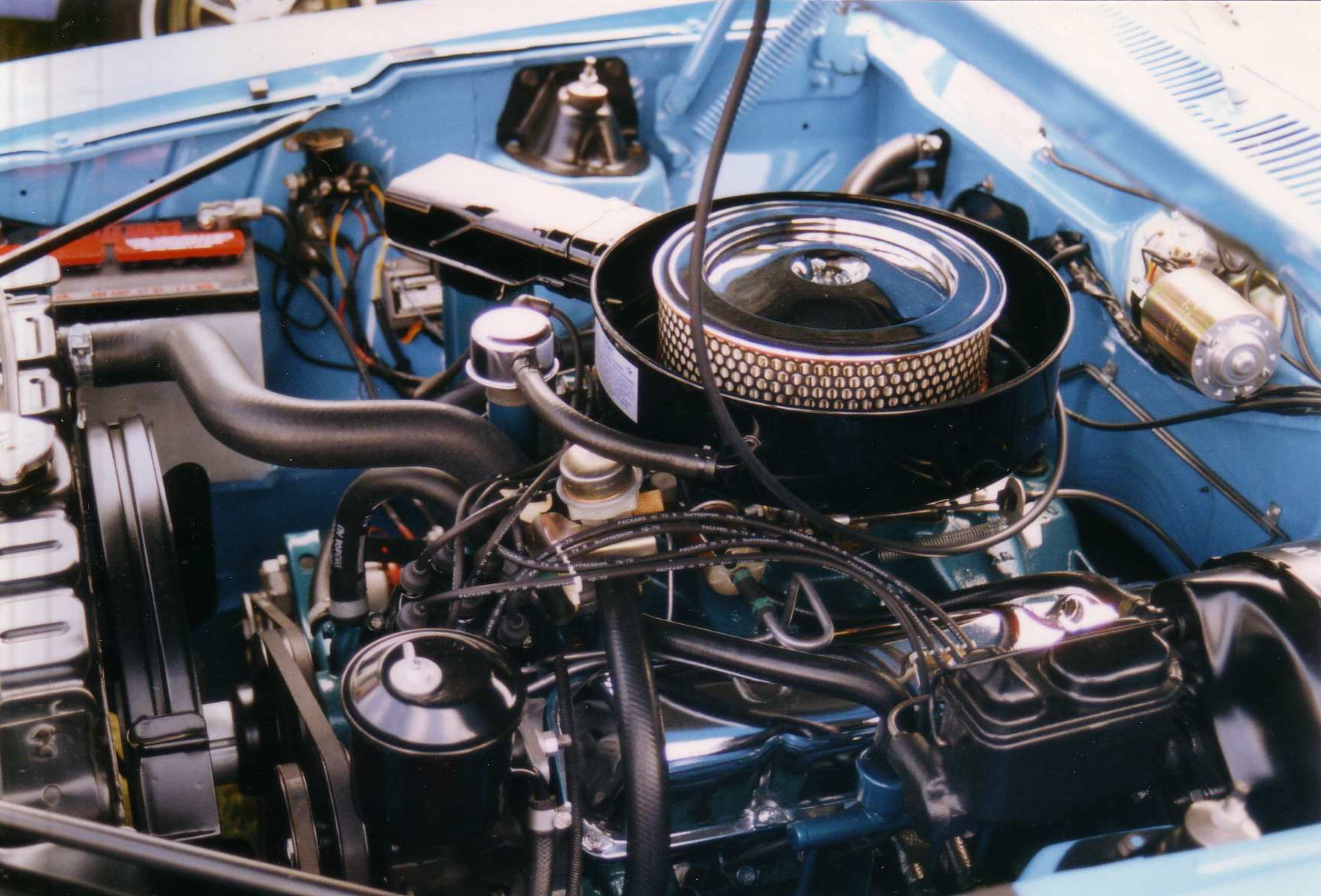
De 6,4-liter V8-motor uit het "Go Package"
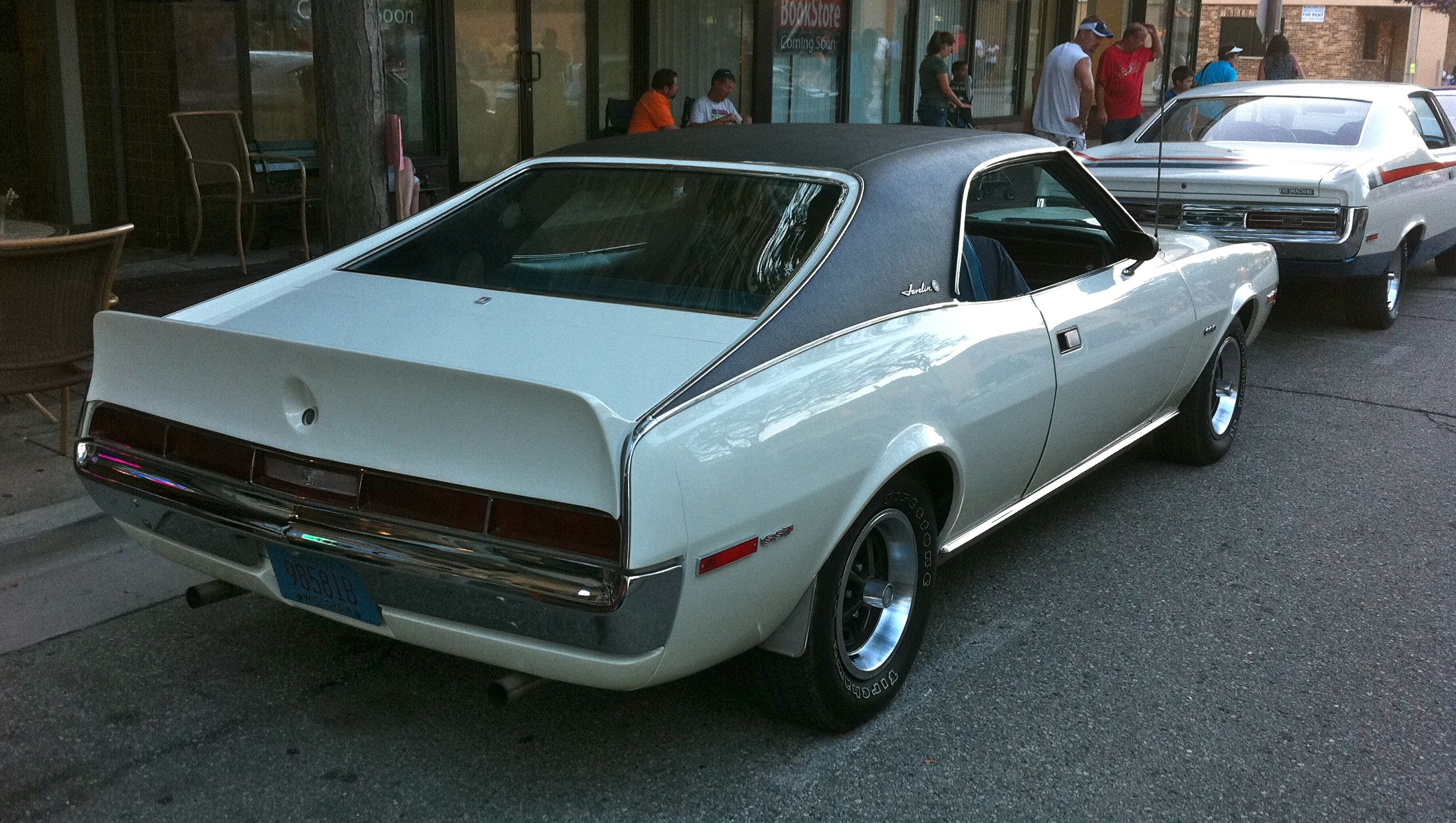
AMC Javelin SST (1970) met een volledig vinyldak en een "ducktail" spoiler
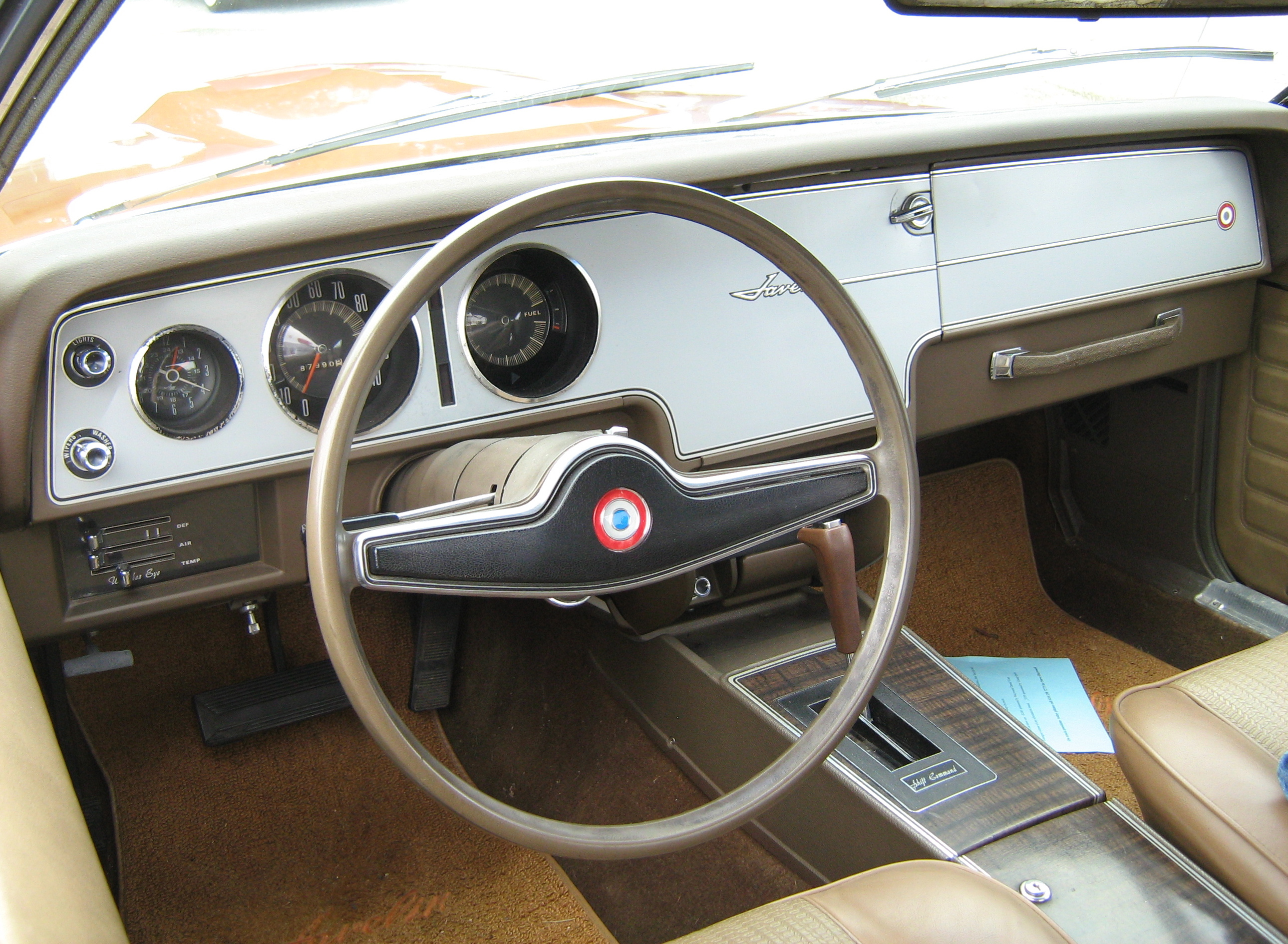
AMC Javelin (1970), interieur
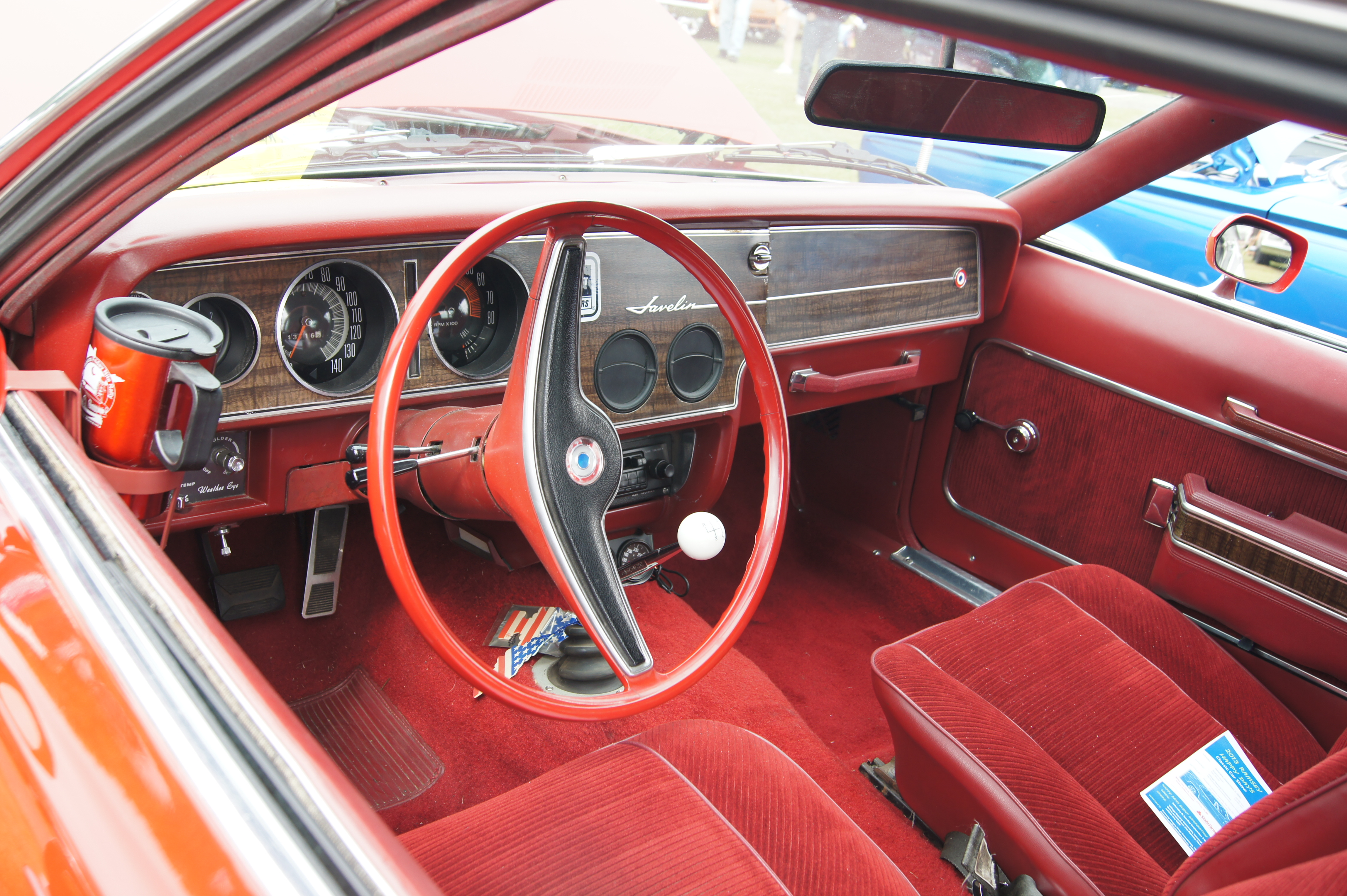
AMC Javelin SST (1970), interieur met houtnerf

## Tweede generatie (1971-1974)
In 1971 werd de tweede generatie van de Javelin geïntroduceerd. De tweede generatie was langer, lager, breder en zwaarder dan zijn voorganger. Het nieuwe ontwerp omvatte een geïntegreerde dakspoiler, een vernieuwd radiatorrooster en uitgebouwde voorspatborden die oorspronkelijk ontworpen waren om ook plaats te kunnen bieden aan bredere racebanden. Het dashboard van de wagen was asymmetrisch waarbij de instrumenten rond de bestuurder opgesteld stonden.
De keuze aan motoren en transmissies omvatte een 3,8-liter zes-in-lijnmotor van 135 pk en een 6,6-liter V8-motor van 330 pk, gekoppeld aan een handgeschakelde vierversnellingsbak.
Er was opnieuw een "Go Package" dat de keuze bood tussen een 5,9-liter of een 6,6-liter V8-motor, "Rally-Pac"-instrumenten, een aangepaste ophanging, een sperdifferentieel, bekrachtigde schijfremmen en diverse sportieve carrosserieaccenten.
Vanaf 1971 was de AMC AMX niet langer leverbaar als tweezitter, het model evolueerde naar de sportieve topuitvoering van de Javelin.

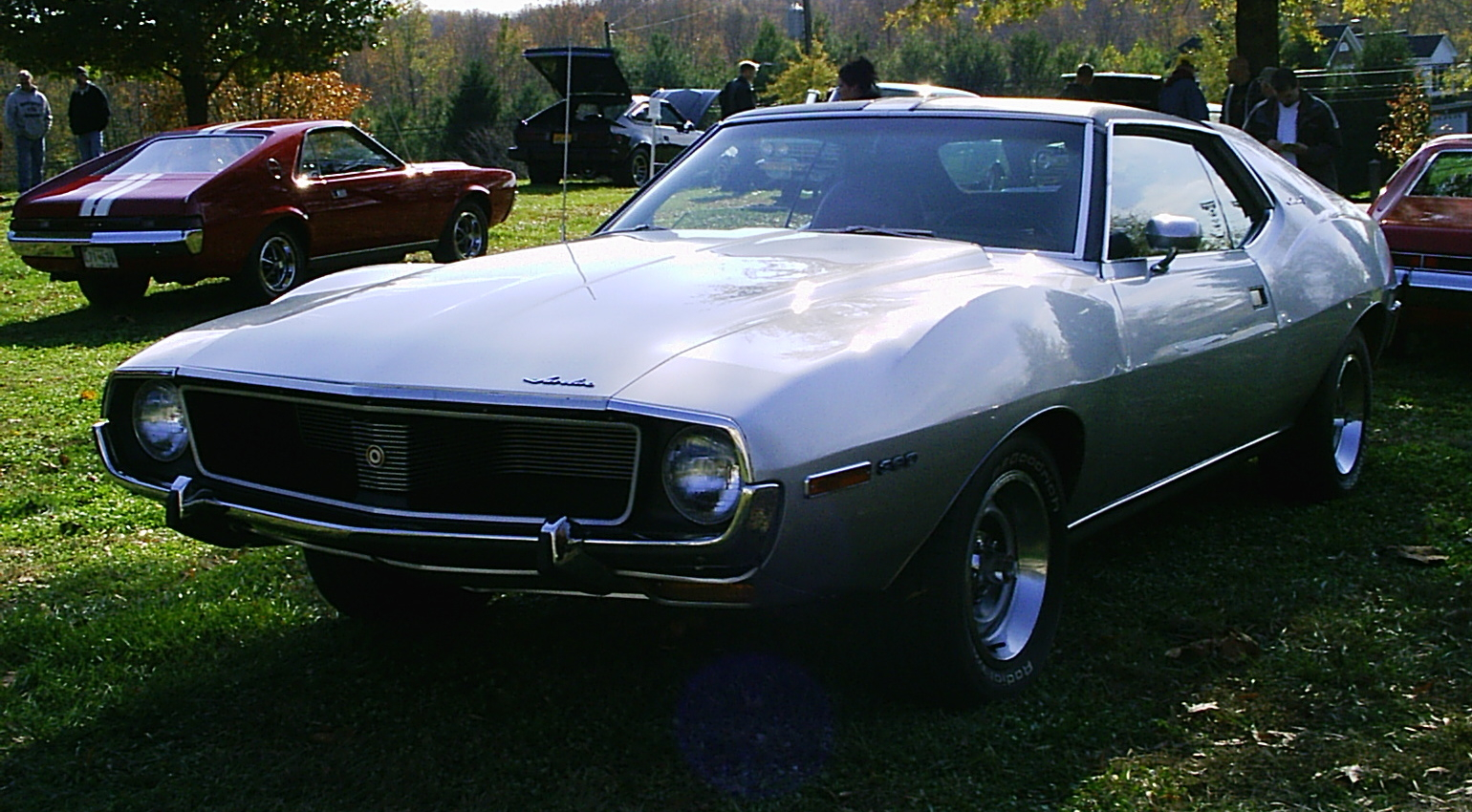
AMC Javelin SST (1971)
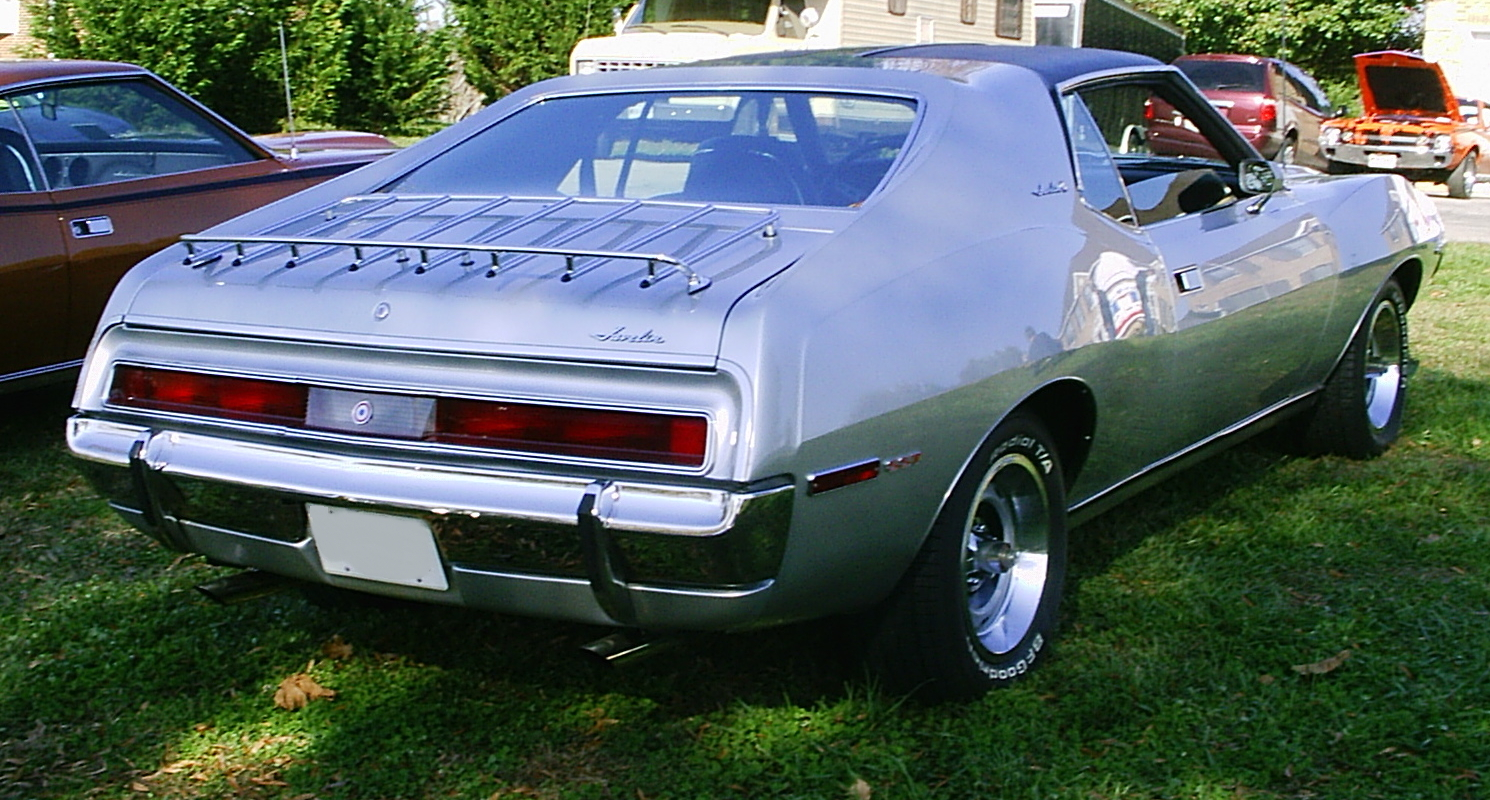
AMC Javelin SST (1971), achteraanzicht
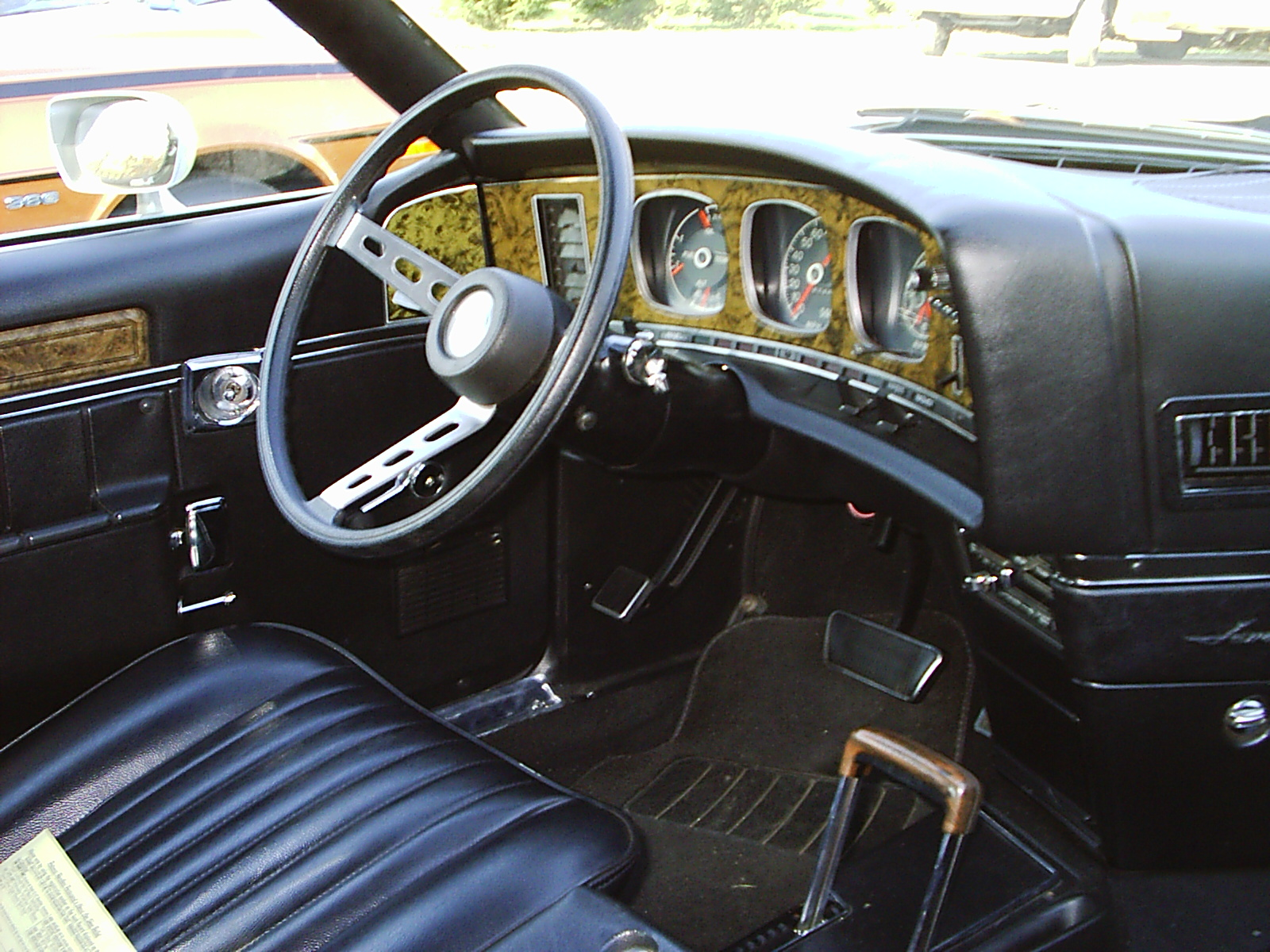
AMC Javelin SST (1971), interieur met het asymmetrisch dashboard

In 1972 kreeg de Javelin een nieuw ovalen radiatorrooster met een ruitpatroon dat ook over de volle breedte werd herhaald op de chromen beplating boven de achterlichten. Het optionele Pierre Cardin-interieur bood een gedurfd gestreept patroon dat verticaal over de deurpanelen en over de hemelbekleding liep.

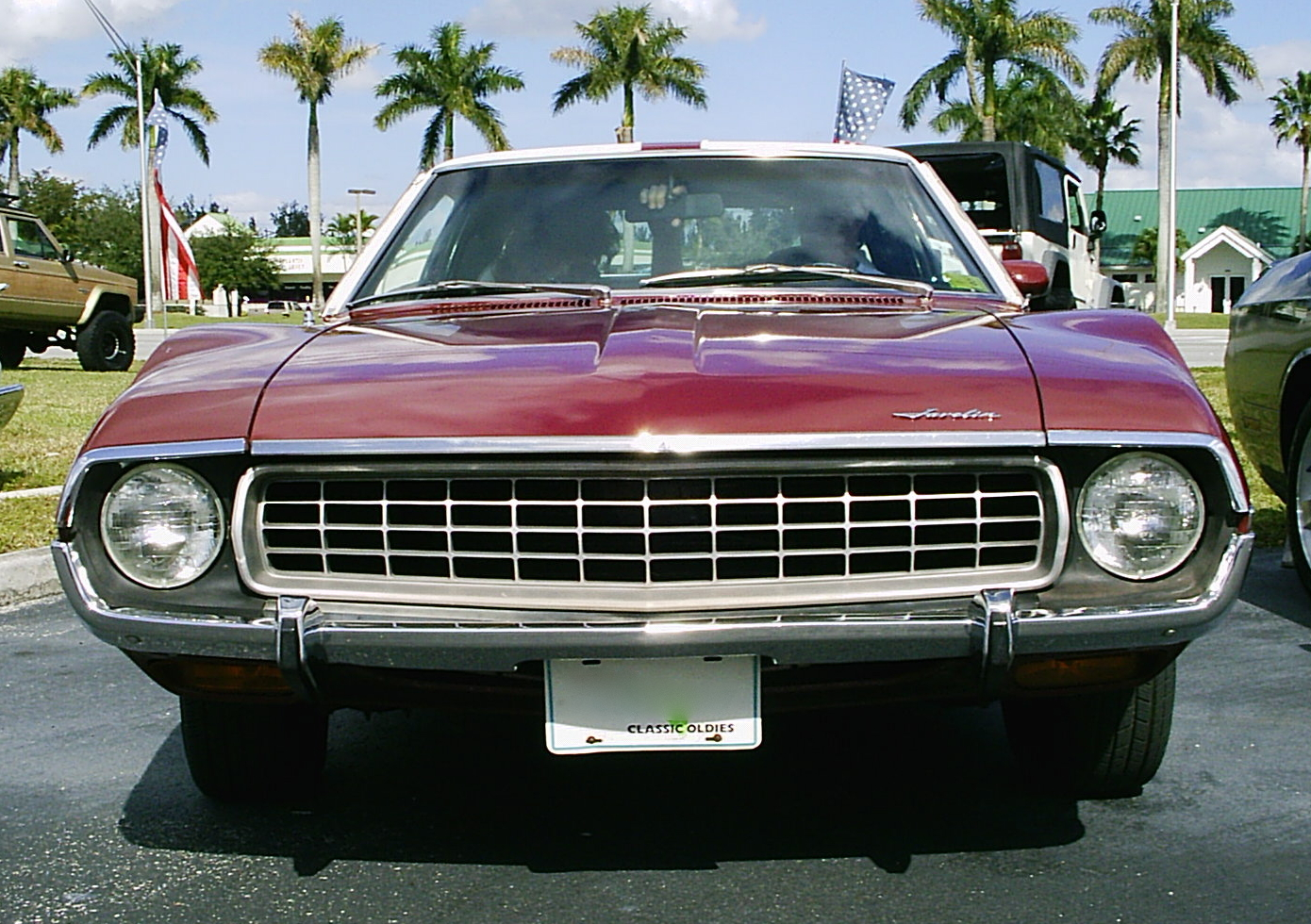
AMC Javelin SST (1972)
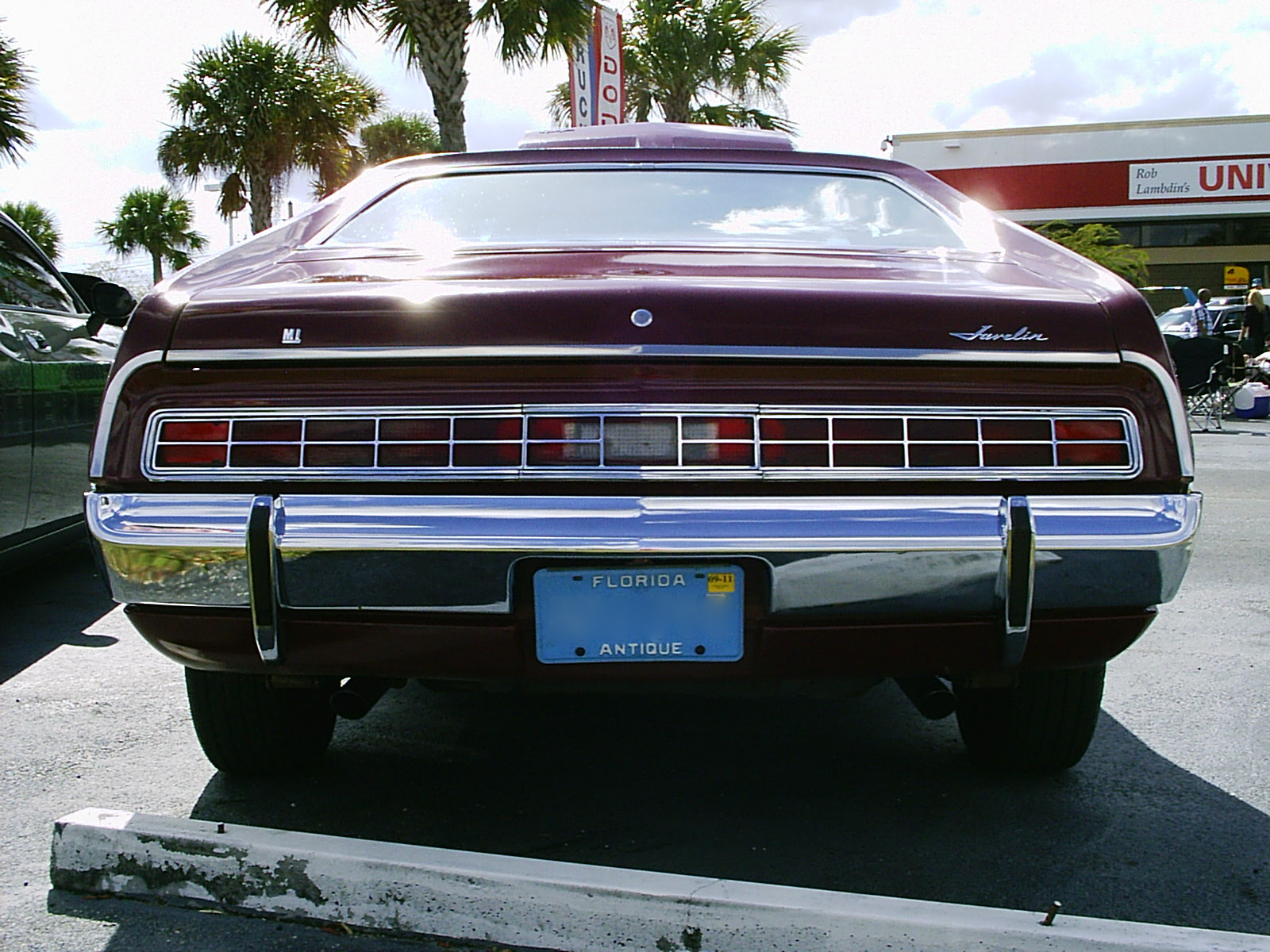
AMC Javelin SST (1972), achteraanzicht
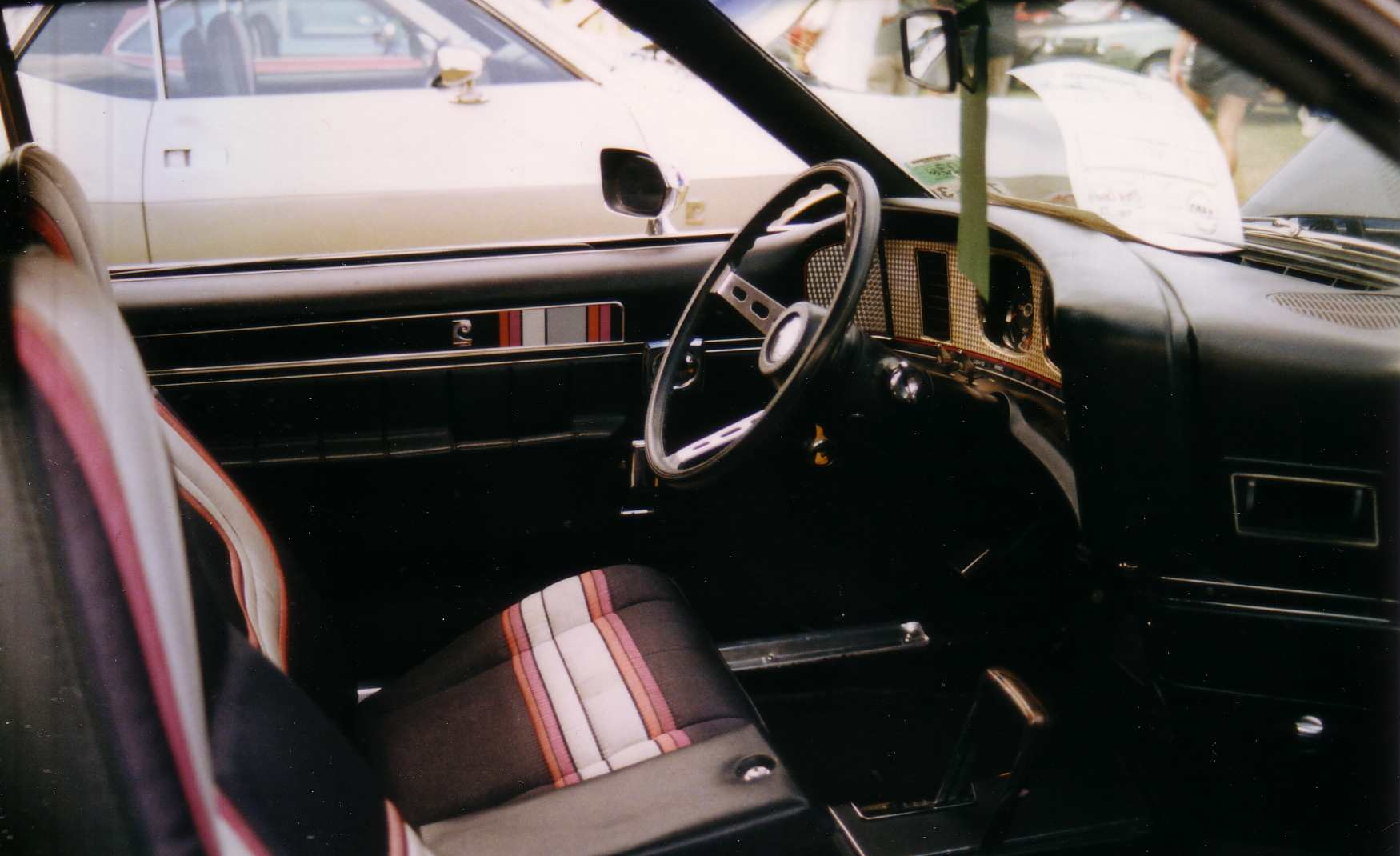
Het optionele Pierre Cardin-interieur

De Javelin uit 1973 kreeg nieuwe achterlichten en een nieuwe grille. In tegenstelling tot alle andere modellen van AMC had de Javelin geen veiligheidsbumpers met telescopische schokabsorbeerders maar wel klassieke bumpers met twee stijve rubberen afschermingen om te voldoen aan de nieuwe Amerikaanse veiligheidsvoorschriften. Ook de motoren werden aangepast aan de nieuwe emisienormen. De 6,6-liter V8 had voortaan een vermogen van 255 pk met een topsnelheid van 186 km/u.

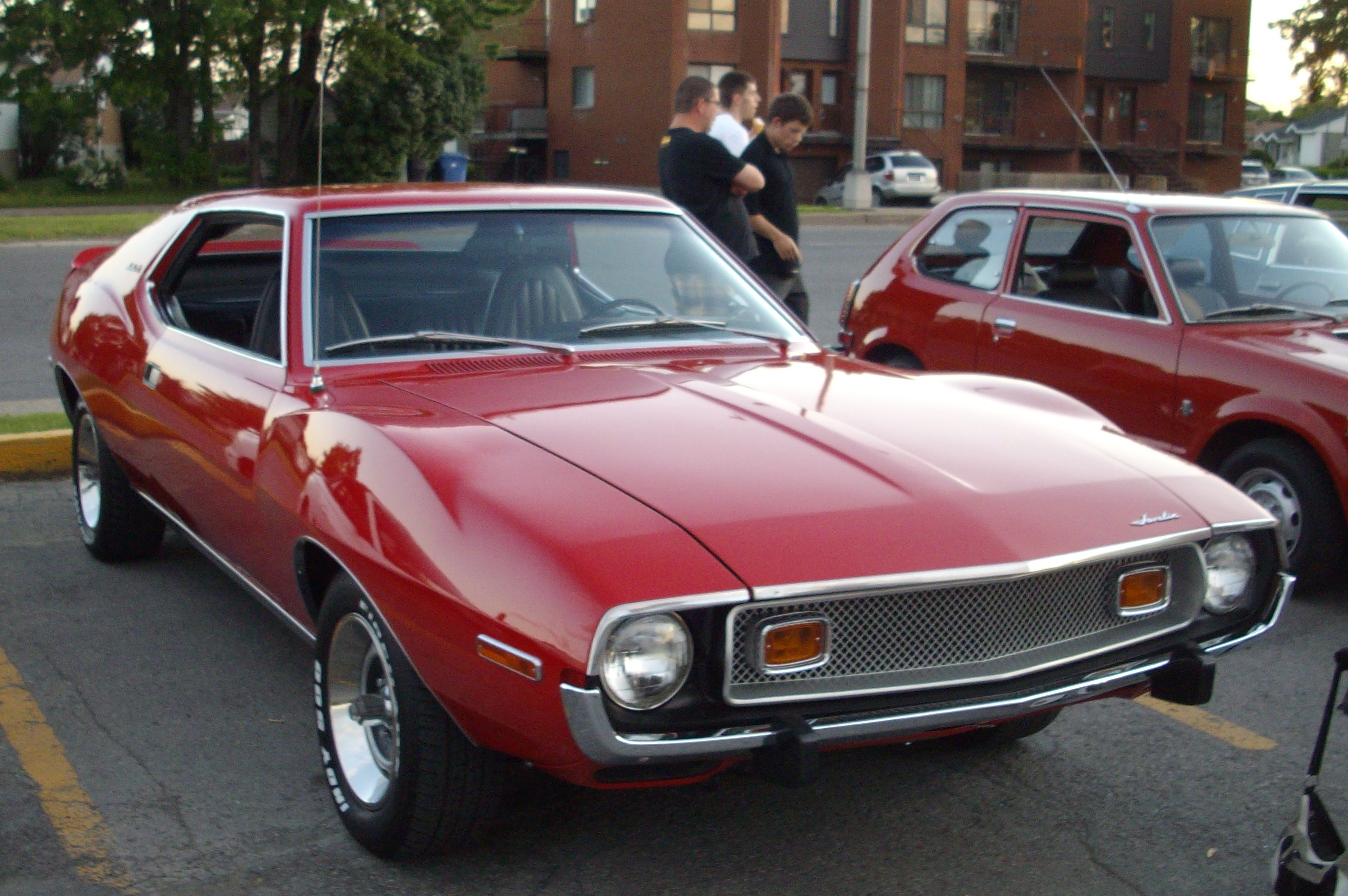
AMC Javelin (1973)
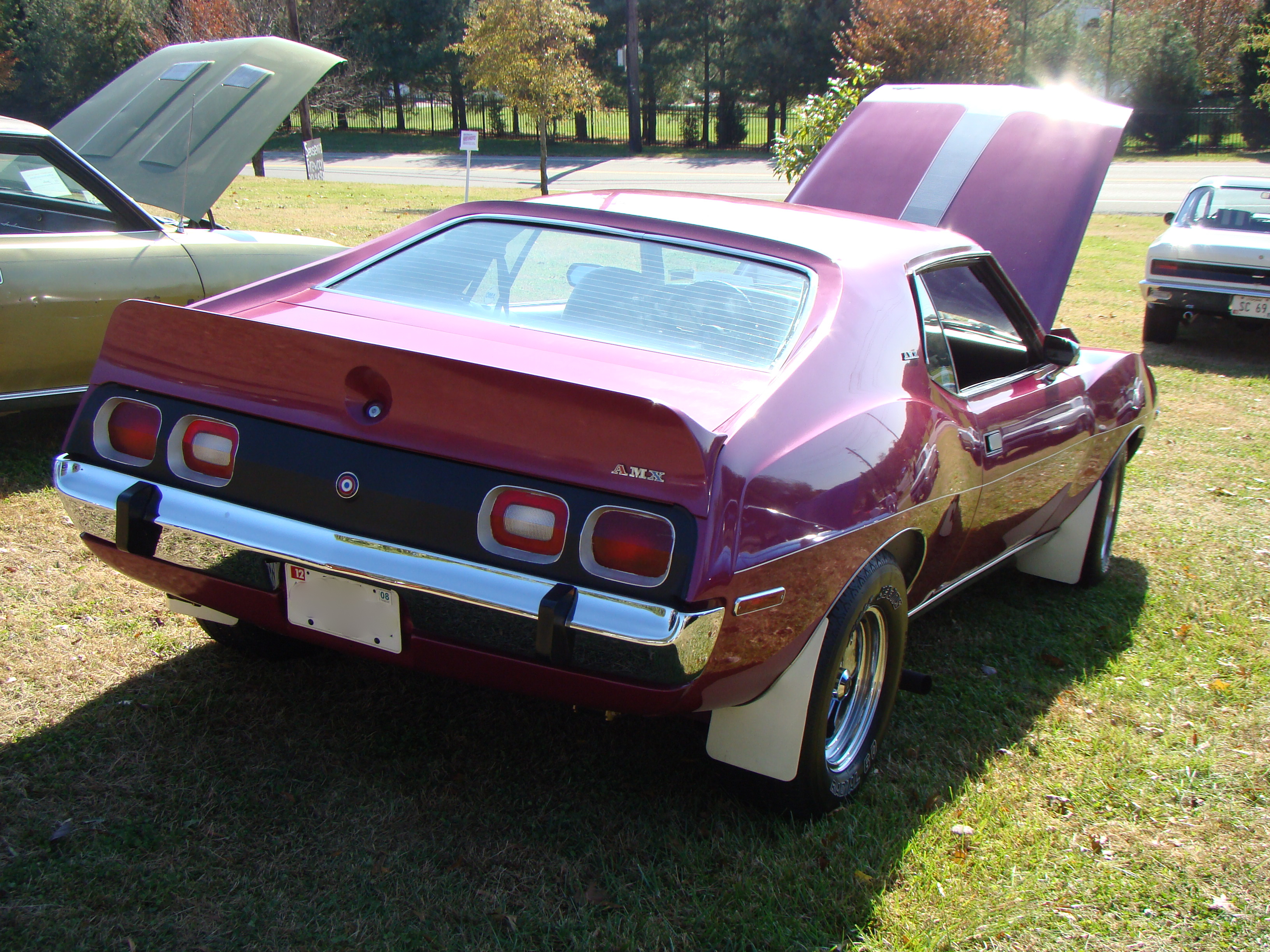
AMC Javelin AMX (1973), achteraanzicht
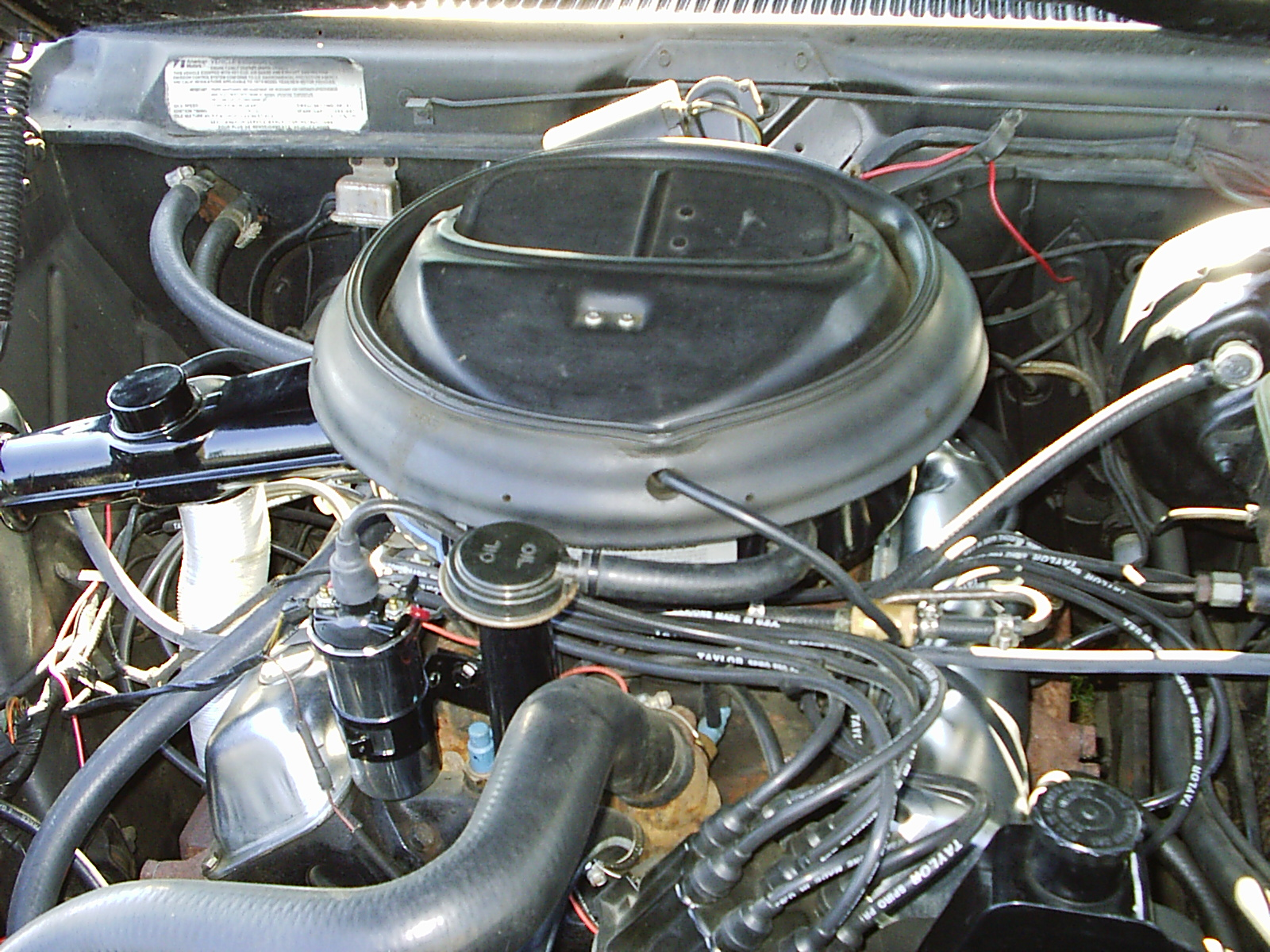
De 6,6-liter V8-motor

In 1974 zorgde een nieuw gordelvergrendelingssysteem ervoor dat de auto niet kon gestart worden wanneer de bestuurder en de voorpassagier niet vastgegespt waren. Het motorvermogen van de 6,6-liter V8-motor werd met 20 pk gereduceerd.

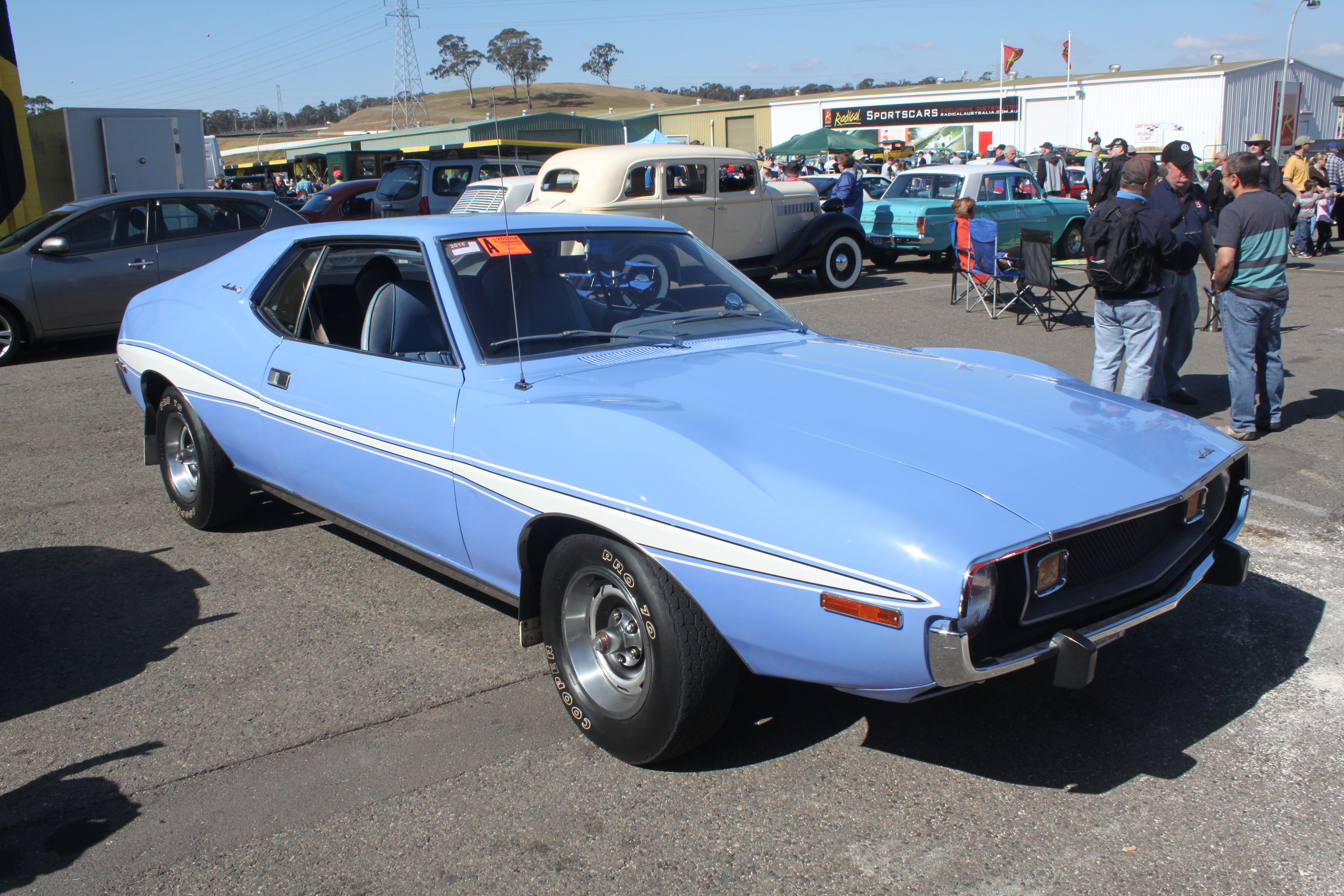
AMC Javelin (1974)
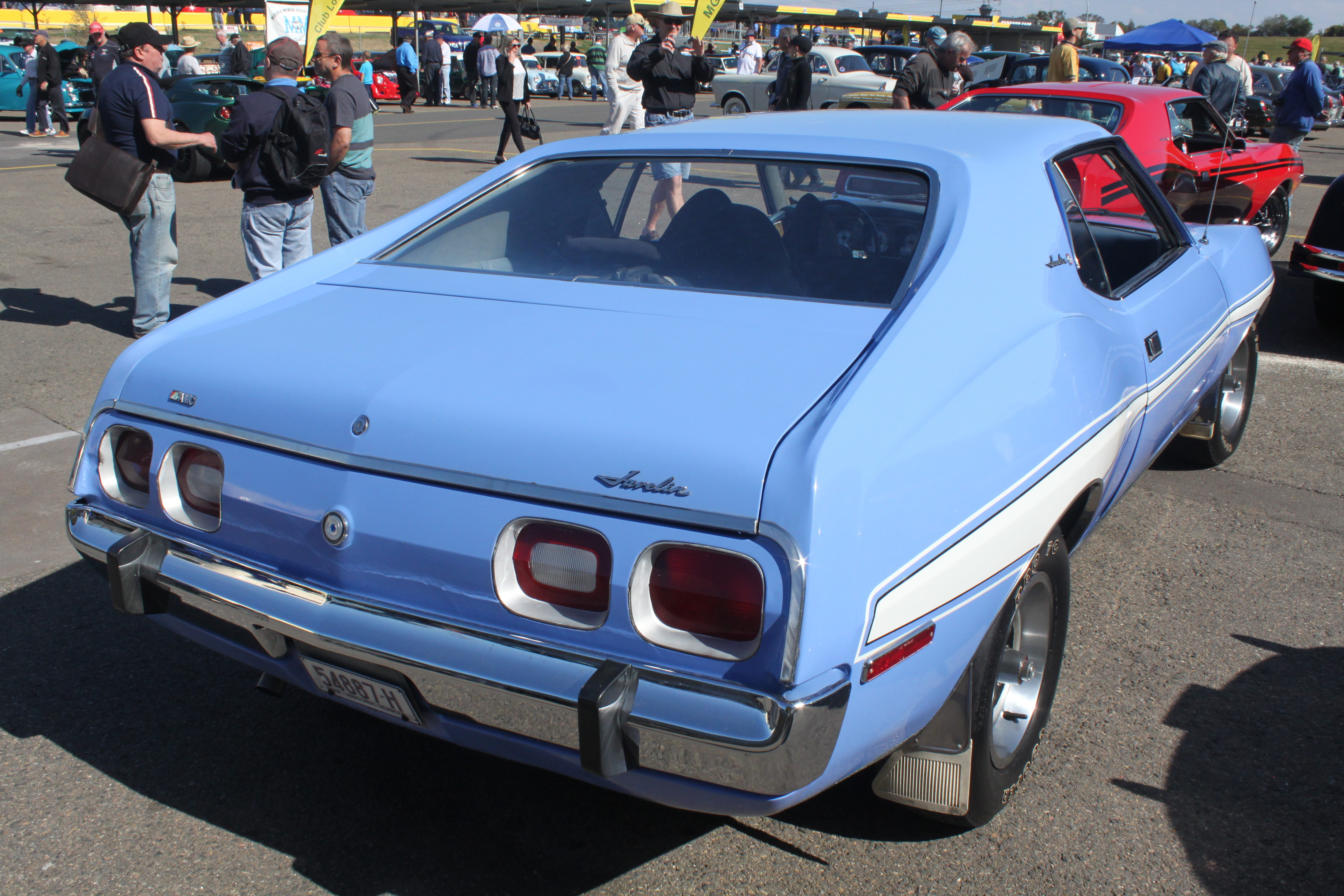
AMC Javelin (1974), achteraanzicht
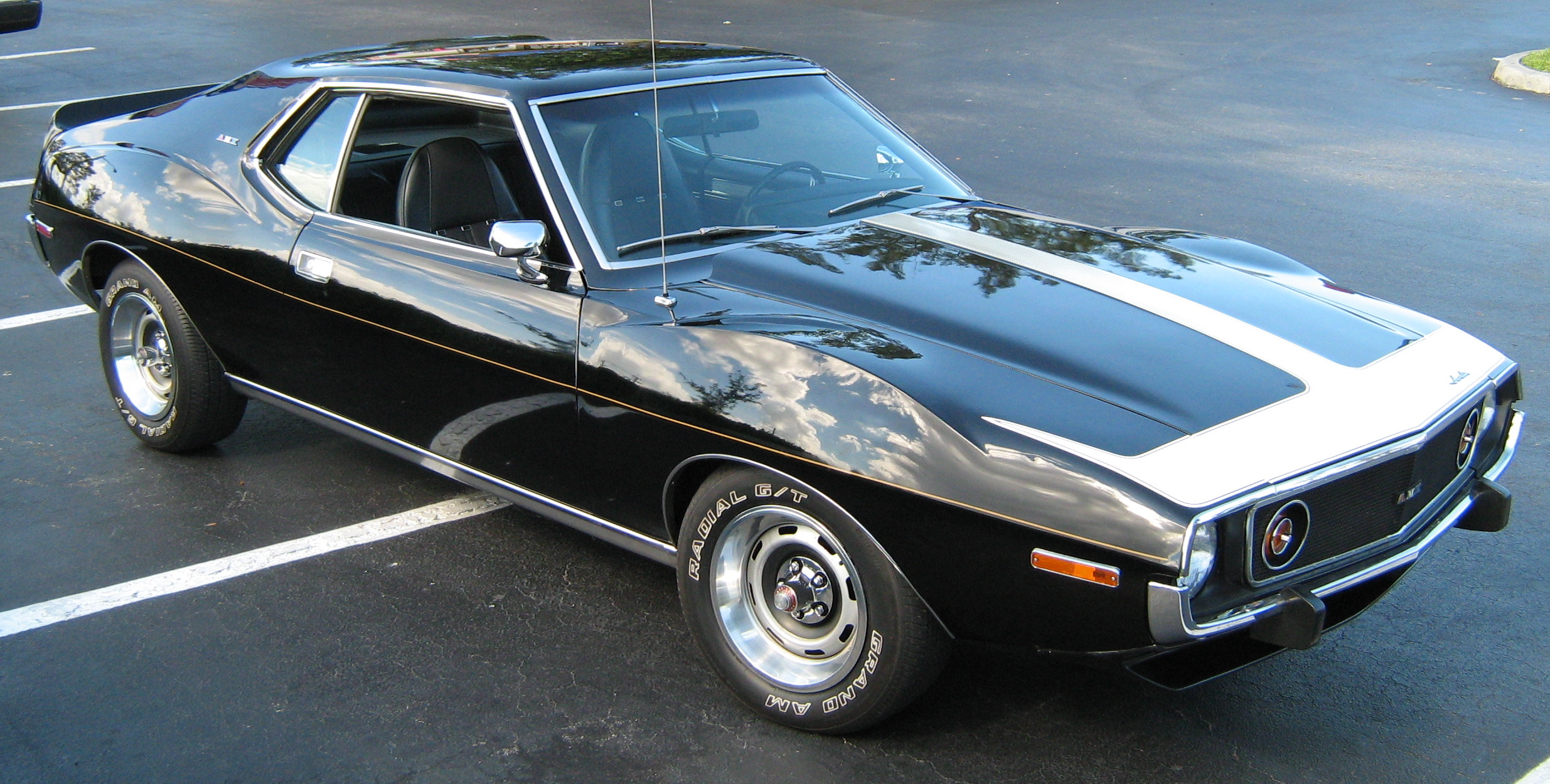
AMC Javelin AMX (1974)
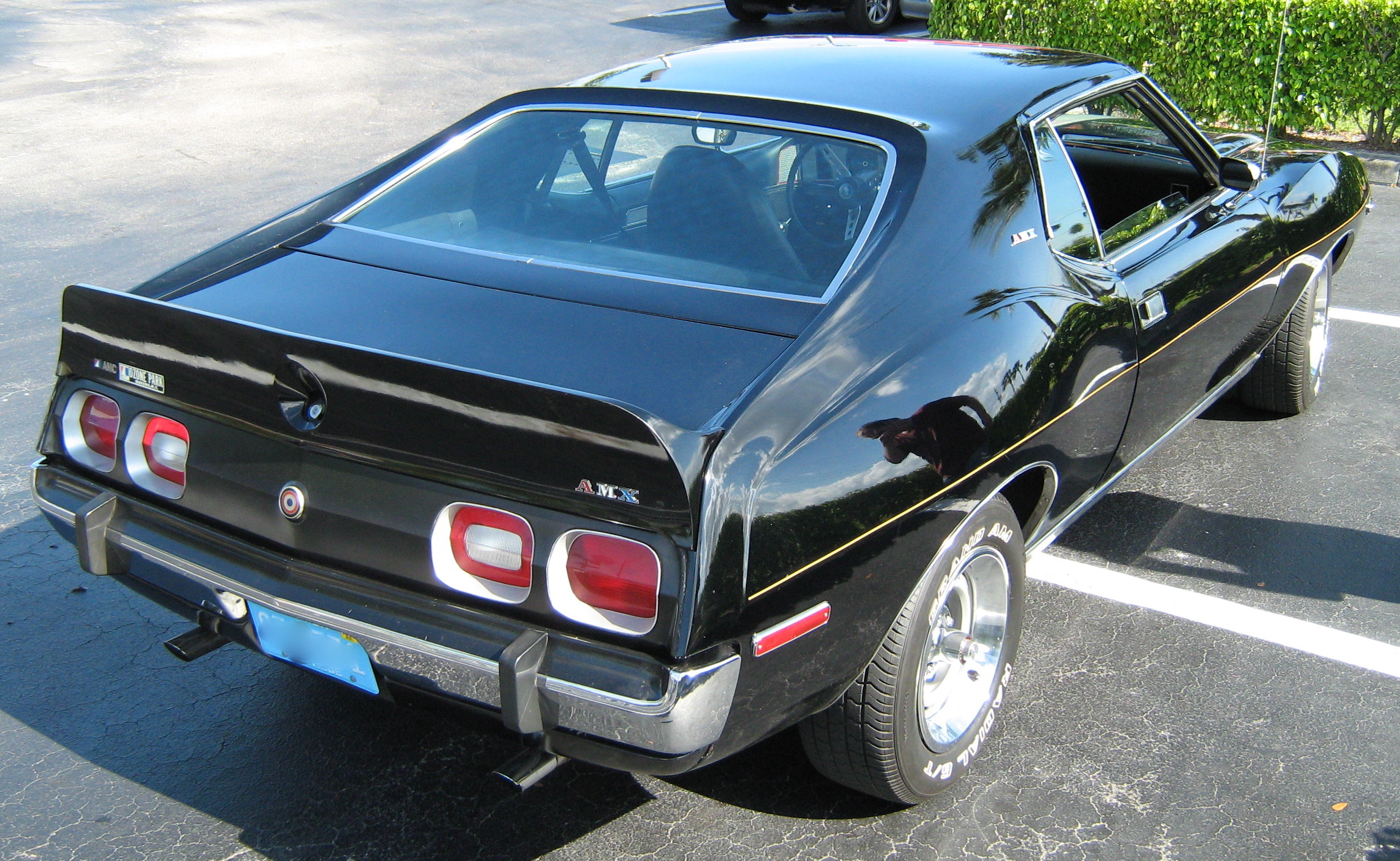
AMC Javelin AMX (1974), achteraanzicht

## Stopzetting
In 1974 nam de belangstelling in krachtige motoren sterk af, mede door de oliecrisis van 1973. Chrysler verliet de markt voor pony cars, Ford kwam met een kleinere viercilinder Mustang en ook andere fabrikanten van pony cars verkleinden hun motoren.  AMC ging door met zijn grote motoren, maar de Javelin kon de concurrentie met de nieuwe Camaro, Firebird en de afgeslankte Mustang II niet meer aan. De productie van de Javelin werd eind 1974 definitief gestaakt.